# Laval, Québec
Laval (în engleză /ləˈvæl/ ; franceză: [laval]) este un oraș canadian din sud-vestul Quebec-ului, la nord de Montreal. Este cea mai mare suburbie a Montreal-ului, al treilea oraș ca mărime din provincie după Montreal și Quebec și al treisprezecelea oraș ca mărime din Canada, cu o populație de 422.993, în anul 2016. 
Laval este separat de continent spre nord de Canalul Mille Îles și de Insula Montreal, în sud de Canalul des Prairies. Laval ocupă toată Insula Isus, precum și Insulele Laval.
Laval este propria regiune administrativă în Quebec, care constituie a XIII-a regiune din cele 17 regiuni administrative din Quebec, precum și un teritoriu echivalent cu o municipalitate regională județeană ("regional county municipality") și o divizie de recensământ (CD), cu codul geografic 65. De asemenea, constituie circumscripția judiciară Laval. 

## Geografie
Insula s-a dezvoltat de-a lungul timpului, cu cea mai mare parte a zonei urbane din regiunea centrală și de-a lungul malurilor sudice și vestice ale râului.
Laval este mărginit la sud de Montreal de-a lungul Canalului des Prairies, la nord de municipalitatea regională Les Moulins și de cea a Thérèse-De Blainville și la vest de municipalitatea județeano-regională Deux-Montagnes peste Canalul des Mille Îles.

### Climă
Laval are un climat continental umed cu patru anotimpuri (Koppen: Dfb), cu veri foarte calde și ierni foarte reci, beneficiind de precipitații bogate pe tot parcursul anului, deși mai mult în timpul verii și la începutul toamnei. 
| Date climatice pentru Sainte-Dorothée | Date climatice pentru Sainte-Dorothée | Date climatice pentru Sainte-Dorothée | Date climatice pentru Sainte-Dorothée | Date climatice pentru Sainte-Dorothée | Date climatice pentru Sainte-Dorothée | Date climatice pentru Sainte-Dorothée | Date climatice pentru Sainte-Dorothée | Date climatice pentru Sainte-Dorothée | Date climatice pentru Sainte-Dorothée | Date climatice pentru Sainte-Dorothée | Date climatice pentru Sainte-Dorothée | Date climatice pentru Sainte-Dorothée | Date climatice pentru Sainte-Dorothée |
| Luna                                  | Ian                                   | Feb                                   | Mar                                   | Apr                                   | Mai                                   | Iun                                   | Iul                                   | Aug                                   | Sep                                   | Oct                                   | Nov                                   | Dec                                   | Anual                                 |
| ------------------------------------- | ------------------------------------- | ------------------------------------- | ------------------------------------- | ------------------------------------- | ------------------------------------- | ------------------------------------- | ------------------------------------- | ------------------------------------- | ------------------------------------- | ------------------------------------- | ------------------------------------- | ------------------------------------- | ------------------------------------- |
| Maxima medie °C (°F)                  | −5.8 (21,6)                           | −4.2 (24,4)                           | 2.4 (36,3)                            | 10.8 (51,4)                           | 19.2 (66,6)                           | 23.7 (74,7)                           | 26.6 (79,9)                           | 25.1 (77,2)                           | 19.3 (66,7)                           | 12.6 (54,7)                           | 5.1 (41,2)                            | −2.6 (27,3)                           | 11,02 (51,83)                         |
| Media zilnică °C (°F)                 | −10.3 (13,5)                          | −9 (15,8)                             | −2.2 (28)                             | 5.9 (42,6)                            | 13.7 (56,7)                           | 18.6 (65,5)                           | 21.4 (70,5)                           | 20.0 (68)                             | 14.5 (58,1)                           | 8.3 (46,9)                            | 1.7 (35,1)                            | −6.5 (20,3)                           | 6,34 (43,42)                          |
| Minima medie °C (°F)                  | −14.8 (5,4)                           | −13.8 (7,2)                           | −6.8 (19,8)                           | 1.0 (33,8)                            | 8.2 (46,8)                            | 13.4 (56,1)                           | 16.2 (61,2)                           | 14.9 (58,8)                           | 9.8 (49,6)                            | 4.0 (39,2)                            | −1.8 (28,8)                           | −10.3 (13,5)                          | 1,67 (35)                             |
| Minima istorică °C (°F)               | −35 (−31.0)                           | −31.5 (−24.7)                         | −29 (−20.2)                           | −14.5 (5,9)                           | −3.9 (25)                             | 2.0 (35,6)                            | 6.0 (42,8)                            | 3.3 (37,9)                            | −3 (26,6)                             | −6.1 (21)                             | −18.5 (−1.3)                          | −31.5 (−24.7)                         | −35 (−31,0)                           |
| Precipitații mm (inches)              | 75.5 (2.972)                          | 56.4 (2.22)                           | 66.8 (2.63)                           | 83.6 (3.291)                          | 76.8 (3.024)                          | 87.0 (3.425)                          | 92.3 (3.634)                          | 97.6 (3.843)                          | 99.4 (3.913)                          | 86.0 (3.386)                          | 89.0 (3.504)                          | 76.6 (3.016)                          | 987 (38,86)                           |
| Zăpadă cm (inches)                    | 44.6 (17.56)                          | 34.5 (13.58)                          | 28.2 (11.1)                           | 7.6 (2.99)                            | 0.2 (0.08)                            | 0.0 (0)                               | 0.0 (0)                               | 0.0 (0)                               | 0.0 (0)                               | 1.2 (0.47)                            | 15.0 (5.91)                           | 42.7 (16.81)                          | 173,8 (68,43)                         |
| Nr. de zile cu precipitații (≥ 0.2)   | 14.1                                  | 11.1                                  | 11.5                                  | 12.4                                  | 13.1                                  | 13.5                                  | 12.1                                  | 13.4                                  | 13.1                                  | 13.6                                  | 13.3                                  | 14.0                                  | 155,2                                 |
| Sursă: Environment Canada             |                                       |                                       |                                       |                                       |                                       |                                       |                                       |                                       |                                       |                                       |                                       |                                       |                                       |

## Demografie
Conform recensământului din 2016, populația din Laval a fost estimată la 422.993, în creștere cu 5,3% față de recensământul anterior din 2011. Femeile au constituit 51,4% din totalul populației. Copiii sub 14 ani totalizau 17,4%, în timp ce 17,2% din populație avea vârsta de pensionare (65 de ani și peste). Vârsta medie a fost calculată la 41,9 ani. 
Laval este divers, din punct de vedere lingvistic. Recensământul din 2011 a constatat că franceza era singura limbă maternă a 60,8% din populație și era vorbită cel mai adesea acasă, de 65,2% dintre rezidenți. Următoarele limbi materne au fost: engleza (7,0%), arabă (5,6%), italiană (4,2%), greacă (3,5%), spaniolă (2,9%), armeană (1,7%), creola haitiană (1,6%), română (1,3%) și portugheză (1,3%). 
| Recensământul din Canada 2016 | Recensământul din Canada 2016 | Populația | % din populația totală |
| ----------------------------- | ----------------------------- | --------- | ---------------------- |
| Grup etnic </br> Sursa:       | european                      | 295,330   | 71.9                   |
| Grup etnic </br> Sursa:       | Orientul Mijlociu             | 38.060    | 9.3                    |
| Grup etnic </br> Sursa:       | Negru                         | 32.095    | 7.8                    |
| Grup etnic </br> Sursa:       | Latino-american               | 12,660    | 3.1                    |
| Grup etnic </br> Sursa:       | Asia de Sud                   | 8.800     | 2.1                    |
| Grup etnic </br> Sursa:       | Din Asia de Sud-Est           | 8.610     | 2.1                    |
| Grup etnic </br> Sursa:       | Aborigen                      | 8.265     | 2                      |
| Grup etnic </br> Sursa:       | Est-asiatic                   | 4.205     | 1                      |
| Grup etnic </br> Sursa:       | Altele                        | 2.820     | 0.7                    |
| Populația totală              | Populația totală              | 410.850   | 100%                   |

## Sport

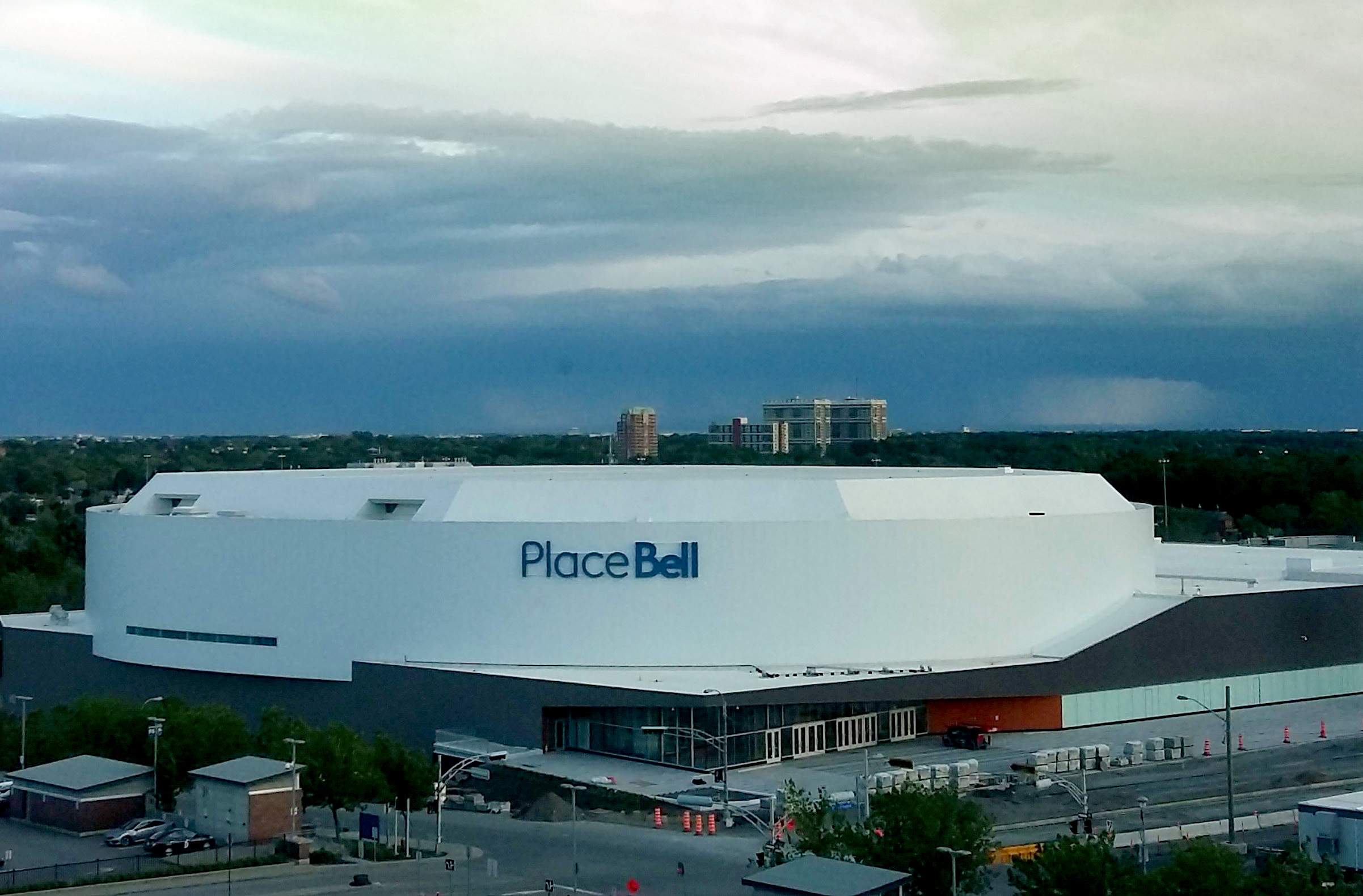
Sala "Bell", ce adăpostește echipele "Laval Rocket" și "Les Canadiennes de Montreal".

Laval a fost orașul-gazdă al „Jeux du Québec”, desfășurat în vara anului 1991, și al Cupei Memorialului Ligii Canadiene de Hochei din 1994. Laval, unde se află echipa "Montreal Canadiens", a devenit gazdă Ligii Americane de Hochei afiliată echipei "Laval Rocket", începând din sezonul 2017–18. 
| Echipă                 | Sport             | Ligă                                 | Locul de desfășurare               |
| ---------------------- | ----------------- | ------------------------------------ | ---------------------------------- |
| Associés de Laval      | Baseball          | Liga de baseball "Élite du Québec"   | Parcul "Montmorency"               |
| Sabercats Rive-Nord    | Fotbalul canadian | Liga juniorilor de fotbal din Quebec | Parcul "Cartier"                   |
| Comete Laval           | Fotbal feminin    | W-League                             | Centrul Sportiv "Bois-de-Boulogne" |
| Laval Rocket           | Hochei pe gheață  | Liga de hochei americană             | Sala "Bell"                        |
| Les Pétroliers du Nord | Hochei pe gheață  | Liga de hochei nord-americană        | Arena din Laval                    |

## Educație

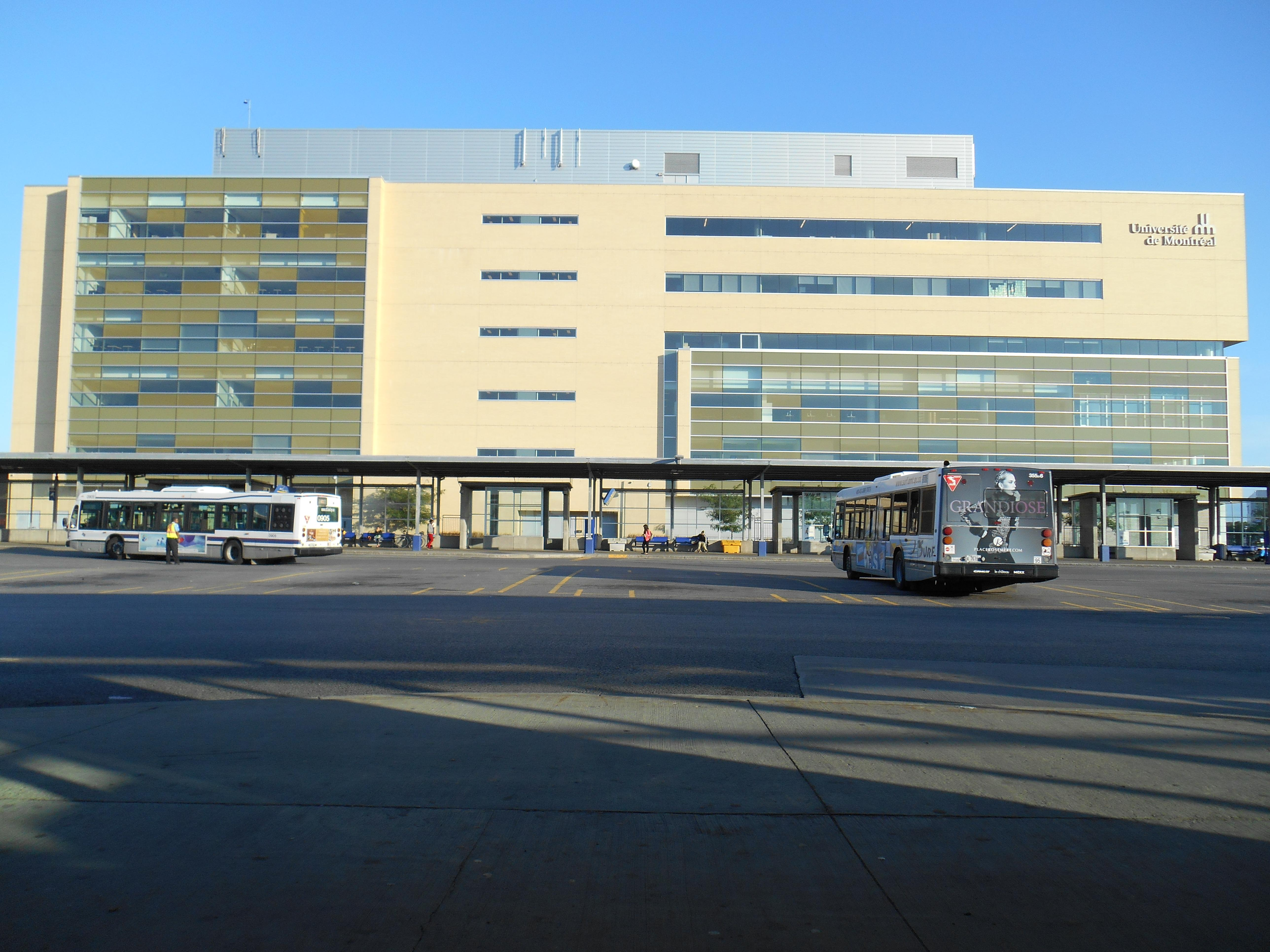
Campusul Laval al Universității din Montréal.

Laval găzduiește o varietate de centre profesionale / tehnice, colegii și universități, inclusiv:
- College "Montmorency"
- CDI College
- Centrul de formare "Compétences-2000"
- Centrul de formare în ale metalurgiei din Laval
- Centrul "Chomedey"
- Centrul de formare în ale horticulturii din Laval
- Centrul de formare "Paul-Émile-Dufresne"
- Herzing College
- Școala hotelieră din Laval
- Școala polimecanică din Laval
- Centrul de formare "Le Chantier"
- Institutul de prevenire a incendiilor din Québec
- Université de Montréal (campusul din Laval )
- Colegiul "Delta"
- Université du Québec à Montréal (campusul din Laval)

## Atracții

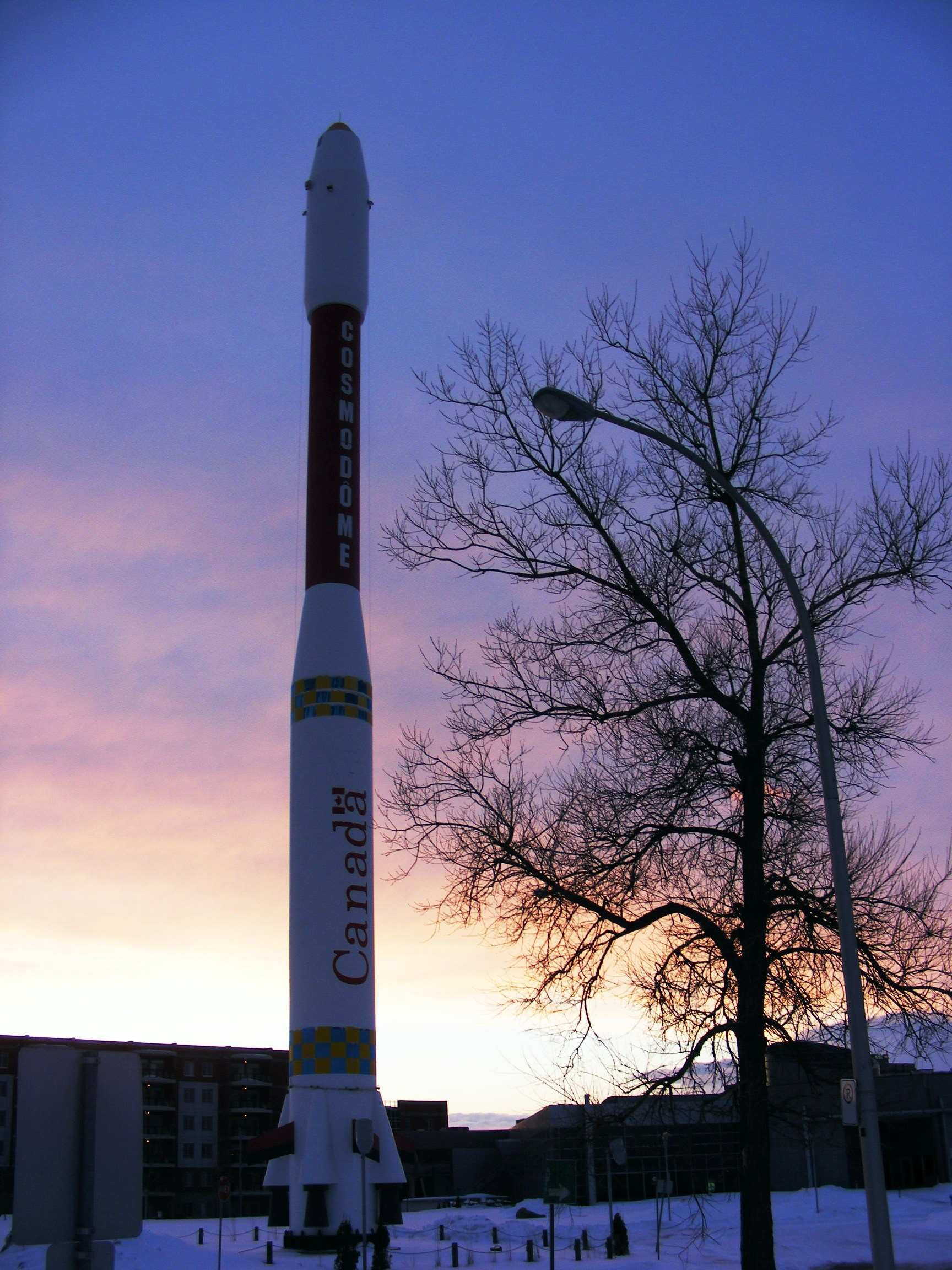
Cosmodomul este o atracție locală majoră.

Principalele atracții ale orașului Laval sunt:
- Centropolis
- The Cosmodôme
- Parcul umed "Mille Îles"
- Mondial Choral Loto-Québec
- Centrul comercial Carrefour Laval
- Muzeul "Armand Frappier"
- Rivière-des-Prairies' hydroelectric plant (3 baraje)
- Vechea "Sf. Doroteea"
- Vechea "Sf. Roza"
- Vechea "Sf. Vincențiu de Paul"
- Biserica "Sf. Roza din Lima"
- Biserica "Sf. Francisc de Sales"
- Orchestra Simfonică din Laval
- Sala de spectacole "André Mathieu"
- Sala de spectacole "La Maison des Jardins"
- Centre de la Nature
- Grădina "Auteuilloise"
- Clubul de golf "Cardinal"
- Clubul de golf "Sf. Francisc"
- Clubul de golf "Sf. Roza"
- Parcul "Boisé Papineau"
- Centrul comercial Centre Laval
- Saute Centre de Trampoline: Laval Trampoline Park
- Sainte-Rose en Blanc

Sursa: Tourisme Laval. 

## Orașe gemene - orașe surori
Laval este înfrățit cu: 
- Botoșani, România
- Klagenfurt, Austria
- Laval și Nisa, din Franța
- Manila, Filipine
- Pedro Aguirre Cerda, Chile
- Ribeira Grande, Portugalia
- San Salvador, El Salvador

### Prietenie și cooperare
Laval cooperează și cu: 
- Grenoble, Franța
- Mudanjiang, China
- Padua Province, Italia
- Petah Tikva, Israel
- Saskatoon, Canada